# Begraafplaats van Morchies
De Begraafplaats van Morchies is een begraafplaats in de Franse gemeente Morchies in het departement Pas-de-Calais. De begraafplaats ligt aan een landelijke zijweg van de Rue de Morchies op 590 m ten noorden van het centrum van de gemeente (Église Saint-Vaast). Ze heeft een nagenoeg rechthoekig grondplan en wordt omsloten door een haag. De toegang bestaat uit een tweedelig traliehek tussen bakstenen zuilen. 

## Britse militaire graven
Op de begraafplaats liggen 8 Britse gesneuvelden uit de Eerste Wereldoorlog waaronder 3 niet geïdentificeerde. Ze liggen verspreidt tussen de burgerlijke graven. 
De vijf geïdentificeerde zijn:
- sergeant W. Fraser (Duke of Wellington's (West Riding Regiment), onderscheiden met de Military Medal (MM).
- de soldaten J. Holdsworth (Yorkshire Regiment), Howard Stanton Horne (Canadian Mounted Rifles), T.G. Capes (Royal Fusiliers) en Charles Edward Barnes (Canadian Infantry).

Zij sneuvelden tussen 8 september en 19 oktober 1916.
Hun graven worden onderhouden door de Commonwealth War Graves Commission en staan er geregistreerd onder Morchies Communal Cemetery.